# Xiomara (nombre)
Xiomara es un nombre de pila de mujer en español que es más frecuente en algunos países de la América Latina. Es variante de Guiomar y derivó del nombre germánico Wigmar que significa "listo para la guerra" o "La mejor en la guerra"